# Isbul
Isbul (en bulgare : Исбул) (vers 820-830) est le kavkhan (sorte de premier ministre) du Premier Empire bulgare sous les règnes d'Omourtag, Malamir et Pressiyan Ier. Nommé par Oumourtag, il agit comme régent de Malamir et de Pressiyan.
Sous Malamir et Pressiyan, Isbul dirige des campagnes fructueuses contre l'Empire byzantin au sud de la Thrace et en Macédoine, étendant sensiblement le territoire bulgare. Comme régent de Malamir, Isbul finance la construction d'un réseau d'égout au sein de la capitale, Pliska. Il dispose d'une puissante influence sur le gouvernement de l'Empire et son nom figure aux côtés de celui du tsar, ce qui est peu commun. Du fait de ses réussites, Isbul a parfois été décrit comme un artisan de la construction de l'Etat bulgare médiéval.

## Biographie

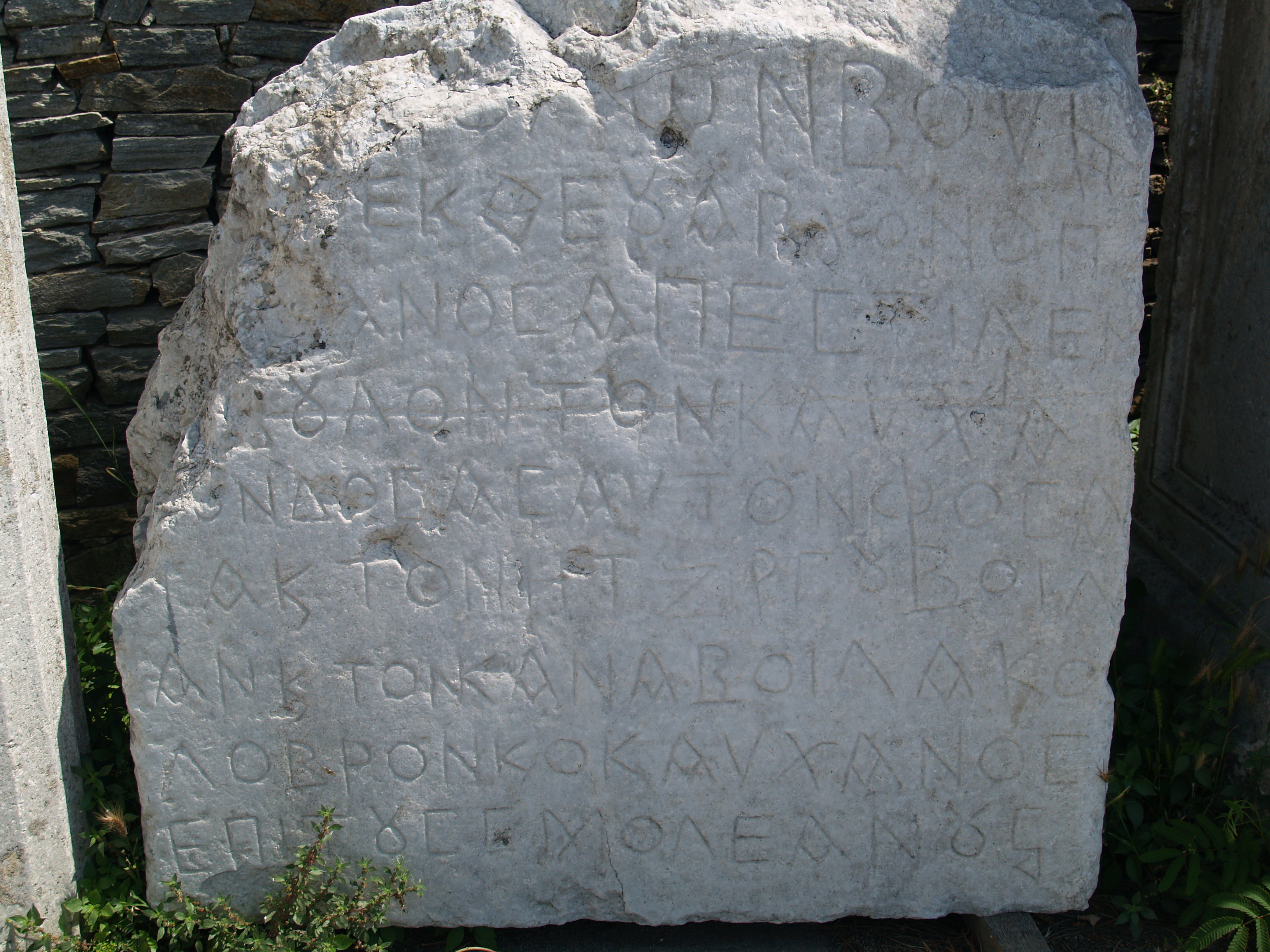
Photographie de l'inscription de Pressiyan, mentionnant Isbul. Cette pierre gravée est conservée au musée archéologique de Philippes.

Le titre de kavkhan a une valeur héréditaire et est monopolisé par les membres d'une famille, parfois qualifiée elle-même de kavkhan. Pour accéder à cette position, Isbul est donc fort probablement un membre de cette famille. L'historien Plamen Pavlov fait l'hypothèse qu'Isbul aurait commencé sa carrière administrative sous Krum (803-814). De ce fait, sous Omourtag (815-831), il serait déjà influent avant d'accéder au poste de kavkhan,. 
Isbul est mentionné pour la première fois dans une épigraphe gravé dans de la pierre, connue comme la Chronique de Malamir. Ce texte affirme que Malamir règne conjointement avec Isbul. Malamir est alors le plus jeune fils d'Omourtag et est trop jeune pour régner seul, ce qui nécessite la présence d'un régent. Malamir est préféré à son aîné, Enravota, en raison de la conversion de ce dernier au christianisme,. Les Byzantins espèrent alors profiter de l'instabilité au sommet de l'Etat bulgare et brise la trêve issue du traité de 815. Isbul doit donc rapidement défendre le territoire bulgare et, en 836, il mène armée pour repousser les Byzantins et contre-attaquer,. 
Dans le cadre de cette campagne, Isbul s'empare des forteresses de Probaton (près d'Andrinople) et de Bourzidon. Ensuite, les troupes bulgares s'approchent de Philippopolis dont la garnison préfère fuir. Les Bulgares traitent avec la population pour les convaincre de céder la ville,. Selon Pavlov, la guerre se termine par le rétablissement du traité de paix de 815. Il estime que le souverain byzantin Théophile doit faire des concessions aux Bulgares, notamment la cession de Philippopolis. 
En tant que régent de Malamir, Isbul est à l'initiative de la construction d'un réseau d'acheminement d'eau à Pliska,. Une grande fête est organisée lors de l'inauguration de ce réseau et des cadeaux sont offerts à la noblesse, renforçant l'influence d'Isbul. Ainsi, dans les célébrations à propos de cette innovation, Isbul est félicité aux côtés de Malamir, ce qui le place en tant que co-dirigeant de l'Empire, bénéficiant des mêmes égards que le tsar. A cette époque, Isbul semble déjà âgé comme en attesteraient des inscriptions à son propos.